# Porque esta es mi primera vida
Porque esta es mi primera vida (en hangul, 이번 생은 처음이라; romanización revisada, Ibeon Saengeun Cheoeumira) conocida como Because This is My First Life, es una serie de televisión surcoreana de comedia romántica transmitida desde el 9 de octubre de 2017 hasta el 28 de noviembre de 2017 por medio de TVN.

## Argumento
La serie representa el significado del matrimonio en la era actual y profundiza en el significado de la familia a través del matrimonio.
Nam Se-hee, es un hombre soltero que ya está en la treintena, y que ha elegido no casarse; a pesar de tener su propia casa está lleno de deudas. Por otro lado, Yoon Ji-ho es una mujer soltera también treintañera, que no posee casa y envidia a los que tienen una. Debido a problemas en su casa debe mudarse, sin embargo cuenta con un presupuesto complicado. Pronto Ji-ho comienza a vivir en la casa de Se-hee y poco a poco su relación comienza a cambiar.

## Reparto

### Personajes principales
| Actor          | Personaje     | Ocupación                                    | N.º de episodios | Duración |
| -------------- | ------------- | -------------------------------------------- | ---------------- | -------- |
| Lee Min-ki     | Nam Se-hee    | Diseñador Principal de "Dating Not Marriage" | 16               | 2017     |
| Jung So-min    | Yoon Ji-ho    | Escritora                                    | 16               | 2017     |
| Kim Ga-eun     | Yang Ho-rang  | Camarera                                     | 16               | 2017     |
| Kim Min-seok   | Shim Won-seok | Programador                                  | 16               | 2017     |
| Park Byung-eun | Ma Sang-koo   | CEO en "Dating Not Marriage"                 | -                | 2017     |
| Esom           | Woo Soo-ji    | Ejecutiva                                    | -                | 2017     |

### Personajes recurrentes
| Actor            | Personaje      | Ocupación                                                  | N.º de episodios | Duración |
| ---------------- | -------------- | ---------------------------------------------------------- | ---------------- | -------- |
| Kim Eung-soo     | Nam Hee-bong   | Exdirector / Padre de Se-hee                               | -                | 2017     |
| Moon Hee-kyung   | Cho Myung-ji   | Madre de Se-hee                                            | -                | 2017     |
| Kim Byeong-ok    | Yoon Jong-soo  | Operador de un centro de autos / Padre de Ji-ho            | -                | 2017     |
| Kim Sun-young    | Kim Hyun-ja    | Madre de Ji-ho                                             | -                | 2017     |
| Noh Jong-hyun    | Yoon Ji-seok   | Hermano de Ji-ho                                           | -                | 2017     |
| Jeon Hye-won     | Lee Eun-sol    | Esposa de Ji-seok                                          | -                | 2017     |
| Kim Min-kyu      | Yeon Bok-nam   | Hijo del dueño del café "YOLO"                             | -                | 2017     |
| Lee Chung-ah     | Ko Jung-min    | Directora de la Compañía de Producción / Exnovia de Se-hee | -                | 2017     |
| Yoon Bo-mi       | Yoon Bo-mi     | Analista en "Dating, Not Marriage"                         | -                | 2017     |
| Hwang Seok-jeong | Hwang          | Escritora                                                  | -                | 2017     |
| Choi Dae-sung    | -              | Dueño del café "YOLO"                                      | -                | 2017     |
| Jang Won-young   | Park           | Director                                                   | -                | 2017     |
| Kim Wook         | Kye Yong-seok  | -                                                          | -                | 2017     |
| Kang Sung-wook   | Shin Young-hyo | -                                                          | -                | 2017     |

### Apariciones especiales
| Actor       | Papel                            | Ref.   |
| ----------- | -------------------------------- | ------ |
| Yoon So-hee | actriz en el drama de Yoon Ji-ho | [ 14 ] |

## Producción
Porque esta es mi primera vida contó con el director Park Joon Hwa, la escritora Yoon Nan Joong y fue producida por MI Inc. La primera lectura del guion fue realizada el 25 de agosto de 2017 en Studio Dragon.

## Emisión internacional
- Chile: ETC (2020).
- Chile: TVN (2024)
- Latinoamérica: Claro TV (2021) y Pasiones (2021).
- Vietnam: DANET 2 (2017).
- Perú: Willax (2022).